# Roswell, le mystère
Pour les articles homonymes, voir Roswell.
Pour plus de détails, voir Fiche technique et Distribution.
Roswell, le mystère ou Roswell: Dossier O.V.N.I. au Québec (Roswell) est un téléfilm américain réalisé par Jeremy Kagan et diffusé en 1994. Il revient sur l'affaire de Roswell en se focalisant notamment sur Jesse Marcel (en), retrait de l'armée.

## Synopsis
Fin des années 1970. Le major Jesse Marcel, officier à la retraite de l'United States Air Force, se rend avec sa femme et son fils à la réunion des anciens de son escadrille de bombardiers (le 509th Bomber Group) à Roswell au Nouveau-Mexique. Se sachant condamné par la maladie, il veut tenter de faire la lumière sur ce qui s'est réellement passé 30 ans plus tôt malgré le scepticisme et les moqueries. Cette année-là, en 1947, un fermier des environs avait fait une étrange trouvaille dans un champ. Jesse, alerté par le shérif, s'était rendu sur place et avait découvert d’étranges débris présentant un aspect et des propriétés extraordinaires. Notre officier, chargé des relations publiques, lance un communiqué affirmant que l'armée américaine a capturé un OVNI. Mais le militaire est rapidement désavoué par sa hiérarchie et sommé de confirmer la version officielle : les débris ne sont que le reste d'un ballon météorologique. Trois décennies plus tard, Marcel s'interroge encore : a-t-il mal interprété les indices ? La réunion des vétérans est l'occasion pour lui d'interroger d'autres témoins de l'époque.

## Fiche technique
Sauf indication contraire, les informations mentionnées dans cette section peuvent être confirmées par la base de données cinématographiques IMDb,  présente dans la section « Liens externes ».
- Titre original : Roswell
- Titre français : Roswell, le mystère
- Titre québécois : Roswell: Dossier O.V.N.I.
- Titre alternatif : Roswell: The U.F.O. Cover-Up
- Réalisateur : Jeremy Kagan
- Scénario : Paul Davids, Arthur L. Kopit et Jeremy Kagan, d'après UFO Crash at Roswell de Kevin Randle et Donald Schmitt
- Musique : Elliot Goldenthal
- Photographie : Steven Poster
- Effets spéciaux : Gene Warren Jr. pour Fantasy II Film Effects
- Production : Ilene Kahn et Paul Davids
- Sociétés de production : Viacom Pictures et Citadel Entertainment
- Sociétés de distribution : Artisan Entertainment et Showtime Networks (Etats-Unis), CFP Video (Canada)
- Durée : 91 minutes
- Date de diffusion :
  - États-Unis : 31 juillet 1994
- Classification[1] :
  - États-Unis : PG-13

## Distribution
- Kyle MacLachlan (VF : Stéphane Bazin) : le major Jesse Marcel (en)
- Martin Sheen (VF : José Luccioni) : Townsend
- Dwight Yoakam : Mac Brazel
- Xander Berkeley : Sherman Carson
- Bob Gunton (VF : Pierre Dourlens): Frank Joyce
- Kim Greist (VF : Marie-Madeleine Burguet-Le Doze) : Vy Marcel
- Peter MacNicol (VF : Daniel Lafourcade) : Lewis Rickett
- John M. Jackson : le colonel William H. Blanchard (en)
- Nick Searcy : Mortician
- Charles Martin Smith (VF : Gabriel Le Doze) : le shérif Wilcox
- J. D. Daniels : Jesse Marcel Jr., enfant
- Doug Wert : Jesse Marcel Jr., adulte
- Eugene Roche : James Forrestal

Source et légende : Version française (VF) sur RS Doublage et selon le carton du doublage français sur le DVD zone 2.

## Distinctions
(en) Récompenses pour Roswell, le mystère sur l’Internet Movie Database
- Saturn Awards 1995 : nomination dans la catégorie Best Single Genre Television Presentation
- Golden Globes 1995 : nomination au Golden Globe de la meilleure mini-série ou du meilleur téléfilm